# Luis Cubilla
Luis Alberto Cubilla Almeida (* 28. März 1940 in Paysandú, Uruguay; † 3. März 2013 in Asunción, Paraguay) war ein uruguayischer Fußballspieler und -trainer. Mit der Nationalmannschaft seines Heimatlandes nahm er an den WM-Endrunden 1962, 1970 und 1974 teil. Er war der Bruder Pedro Cubillas und Großvater Rodrigo Cubillas.

## Karriere als Spieler

### Verein
In der Jugend spielte el Negro Cubilla, der als Stürmer agierte, bei dem Verein Colón de Paysandú. 1957 debütierte er beim montevideanischen Club Peñarol. Mit den Aurinegros gewann er vier Landesmeisterschaften (1958, 1959, 1960 und 1961), zweimal die Copa Libertadores (1960 und 1961) und den Weltpokal (1961). Sodann wechselte Cubilla 1962 nach Spanien zum FC Barcelona, für den er auch im Folgejahr spielte und wo seinerzeit Stars wie die beiden Ex-Ungarn Sándor Kocsis und Zoltán Czibor, der schon länger aus Ungarn gekommene László Kubala und der junge Luis Suárez unter Trainer Helenio Herrera zusammenspielten. Bei Barcelona gewann Cubilla 1963 die Copa del Rey. Er absolvierte in zwei Jahren bei den Katalanen jedoch nur 16 Spiele (2 Tore). 1964 wechselte er weiter zu River Plate nach Buenos Aires. Dem Verein gehörte er bis 1968 an. In seiner Zeit bei den Argentiniern erreichte er mit seinen Mannschaftskameraden 1966 erneut die drei Finalspiele um die Copa Libertadores, in denen Cubilla jeweils über die volle Distanz mitwirkte. Sein Team unterlag jedoch Cubillas vormaligem Arbeitgeber Peñarol. 1969 schloss sich Cubilla Nacional Montevideo an. Mit den Bolsos wurde er abermals viermal Uruguayischer Meister in Folge (1969, 1970, 1971, 1972). 1971 sicherte er sich mit seinen Mitspielern zudem wiederum den Sieg bei der Copa Libertadores und im Weltpokal. Die Trophäensammlung komplettierte er im darauffolgenden Jahr mit dem Gewinn der Copa Interamericana. Am Ende seiner Karriere war er noch 1975 für den chilenischen Club Santiago Morning und schließlich für Defensor Sporting aktiv. Mit den Montevideanern gewann er seinen neunten uruguayischen Landesmeistertitel. Seine aktive Karriere beendete Cubilla 1976 im Alter von 36 Jahren.

### Nationalmannschaft
Zwischen 1959 und 1974 absolvierte Luis Cubilla 38 Spiele für Uruguay. Dabei erzielte er 11 Tore.
1962 nahm er in Chile zum ersten Mal an einer Fußballweltmeisterschaft teil. Die Celeste schied jedoch schon in der Vorrunde aus, nachdem es nur beim 2:1 über WM-Neuling Kolumbien einen Sieg gab und die anderen Spiele gegen Jugoslawien mit 1:3 und gegen die Sowjetunion mit 1:2 verloren wurden. Cubilla erzielte beim einzigen Sieg in der 75. Minute des Spiels gegen Kolumbien das 2:1, nachdem zuvor Zuluaga für Kolumbien und Sasía für Uruguay erfolgreich waren.
Zu seiner zweiten WM-Teilnahme kam Cubilla erst 1970 in Mexiko. In der Vorrunde startete Uruguay mit einem 2:0 über Israel, dem das für das Erreichen des Viertelfinales vorentscheidende 0:0 gegen den späteren Vizeweltmeister Italien folgte. Im entscheidenden Gruppenspiel reichte dann eine 0:1-Niederlage gegen Schweden zum Weiterkommen. Nachdem im Viertelfinale die UdSSR mit 1:0 nach Verlängerung besiegt worden war, traf die Celeste im Halbfinale auf den späteren Weltmeister Brasilien. Zwar konnte Cubilla in der 19. Spielminute den Führungstreffer zum 1:0 erzielen, doch die Brasilianer wendeten das Spiel noch und siegten schließlich mit 3:1. Im Spiel um Platz 3 unterlag Uruguay dann Deutschland mit 0:1.
1974 in Deutschland spielte Cubilla seine dritte und letzte Weltmeisterschaft, bei der Uruguay allerdings bedeutungslos blieb und das Turnier nach nur einem Punktgewinn beim 1:1 gegen Bulgarien und zwei Niederlagen (0:2 gegen den späteren Vizeweltmeister Niederlande sowie 0:3 gegen Schweden) als Tabellenletzter der Vorrundengruppe verließ.

## Karriere als Trainer
Nach seiner aktiven Karriere war Cubilla auch als Trainer tätig. Dabei zeigte er sich insbesondere als Betreuer der Mannschaft des paraguayischen Klubs Club Olimpia erfolgreich, den er nach einer von 1977 bis 1978 währenden Trainerzeit beim Danubio FC betreute. Mit Olimpia, das er im Verlauf seiner Trainerkarriere insgesamt bei sechs Engagements führte, gewann er die Landesmeistertitel 1978, 1979 und 1980. 1979 führte er den Klub zum Titelgewinn bei der Copa Libertadores, der Copa Interamericana und nach Erfolgen über Malmö FF den Weltpokal. 1981 war er Trainer beim Club Atlético Peñarol. Die Montevideaner gewannen in jenem Jahr den uruguayischen Meistertitel. Mit Atlético Nacional holte er 1983 die kolumbianische Meisterschaft. Von 1986 bis 1987 war er zum zweiten Mal Trainer beim Danubio FC. 1990 trainierte er erneut Olimpia und wieder ihm gelang ein internationales Double, als er erneut die Copa Libertadores sowie die Recopa Sudamericana gewann. Cubilla hatte in den Jahren 1991 bis 1993 das Amt des uruguayischen Nationaltrainers inne. Als solcher debütierte er am 12. Juni 1991 mit einer 0:1-Niederlage gegen Peru. Sein 27. und letztes Länderspiel als Trainer fand am 15. August 1993 statt. Gegner bei diesem 1:1-Unentschieden war die brasilianische Auswahl.
Weitere Engagements werden bei den Klubs Nacional, dem argentinischen River Plate, den Newell’s Old Boys, dem Racing Club Avellaneda, Centauros aus Kolumbien, Talleres de Córdoba, Comunicaciones (Guatemala), Libertad (Paraguay), Tacuary (Paraguay) und dem Barcelona SC Guayaquil geführt. Bei seinen letzten Stationen war er Trainer des peruanischen Klubs Colegio Nacional Iquitos, erneut Club Olimpia und Tacuary. Am 3. März 2013 erlag er einem Magenkrebsleiden in einer Privatklinik in Asunción, der Hauptstadt Paraguays. Seine sterblichen Überreste sollen nach Montevideo überführt worden sein.

## Erfolge als Spieler
- 2× Weltpokalsieger
- 3× Copa Libertadores
- 9× Uruguayischer Meister
- Copa del Rey 1963